# Tanya Frei
Tanya Frei, född den 31 maj 1972 i Bern, Schweiz, är en schweizisk curlingspelare.
Hon tog OS-silver i damernas curlingturnering i samband med de olympiska curlingtävlingarna 2002 i Salt Lake City.